# Yatasi
Yatasi, pleme porodice caddoan s Red Rivera blizu Shreveporta u Louisiani. Jedan dio njih (Upper Yatasi) se kasnije priključio savezu Kadohadacho. Bili su članovi plemenskog saveza Natchitoches.
Po jeziku Yatasi su srodni pelemenu Natchitoches. Prvi puta spominje ih Tonti koji navodi da 1690. žive u jednom selu na obali Red Rivera n.w. od Natchitochesa, zajedno s plemenima Natasi i Choye. Bienville i St Denys za vrijeme svog puta Red Riverom 1701. čine savez s njima, a blizu njihovog sela prolazio je tada prometni put iz španjolske provincije prema francuskim naseljima na Red Riveru i New Orleansu. Desetak godina kasnije, negdje 1712. pleme Chickasaw zaratilo je Red Riverom. Najviše su stradali Yatasi koji su potražili zaštitu među plemenima Kadohadacho, Nanatsoho i Nasoni. Ratovi i bolesti koje su donesli naseljenici smanjio im je broj, prema Sibleyu, na 8 muškaraca i 25 žena i djece. Tada su živjeli u jednom selu između Kadohadacho i Natchitoch Indijanaca, okruženi francuskim naseljima. Godine 1826. preostalo ih je 26. Njihovi potomci smješteni su s Caddo Indijancima na rezervat Wichita u Oklahomi.